# Disneys klassikere
| Portal | Portal:Disney |

Disneys klassikere (også kaldet Disneys nummererede klassikere) er betegnelsen for Walt Disney Animation Studios' animerede film i spillefilmslængde (og udvalgte samlinger), som er produceret i og af Walt Disney Animation Studios. Navnet "Disneys klassikere" blev introduceret af Disney-koncernen i 1980'erne, og pr. 2022 har koncernen udgivet 61 såkaldte "Disney-klassikere". Produktioner fra DisneyToons Studios inkluderes ikke, da disse er i direke-til-video-formatet, ligesom at film produceret hos Pixar Animation Studios heller ikke inkluderes.
Efter introduktionen af Oscar-kategorien for bedste animationsfilm i 2002, har Skatteplaneten (2003), Lilo & Stitch (2003), Bjørne Brødre (2004), Bolt (2009), Prinsessen og frøen (2010), Vilde Rolf (2013), Frost (2014), Big Hero 6 (2015), Zootropolis (2017), Vaiana (2017) og Vilde Rolf smadrer internettet (2019), Raya og den sidste drage (2021) og Encanto (2021) været nomineret i kategorien, hvoraf Frost, Big Hero 6, Zootropolis og Encanto har vundet prisen. Skønheden og udyret (1991) er den hidtil eneste film til at blive nomineret i kategorien bedste film.
De fem første Disney-klassikere, Snehvide og de syv små dværge (1937), Pinocchio (1940), Fantasia (1940), Dumbo (1941) og Bambi (1942), går ofte under betegnelsen "Disneys guldalder". Der blev endvidere udgivet seks animationsfilm mellem 1941 og 1949, hvoraf nogle af disse kan defineres som kortfilm, der er blevet sammensat til spillefilm, som fx Spil for mig! (1946) og Melody Time (1948), mens andre indeholder realfilm-scener. Med Askepot (1950) lancerede Disney "den anden guldalder", som varede til og med Junglebogen (1967).
Walt Disneys dødsfald i 1966 markerede et vendepunkt for koncernen, og de efterfølgende film fokuserede mere på formidling gennem lydsiden og i dialogen. "Den tredje guldalder" også kaldet "Disneys renæssance" blev indledt med Den lille havfrue (1989). I løbet af denne periode blev der udgivet film som Skønheden og udyret (1991), Aladdin (1992), Løvernes konge (1994) og Herkules (1997), hvor Tarzan (1999) markerede afslutningen på renæssancen.
Listen blev forskudt, da animationsfilmen Dinosaurerne (2000) i 2008 blev ændret til at blive anset som en officiel Disney-klassiker i USA, da koncernen ønskede at den højtprofilerede To på flugt (2010) skulle være nr. 50 fremfor den mindre profilerede Peter Plys - Nye eventyr i Hundredemeterskoven (2011). Dinosaurernes optagelse som nummer 39 på listen i 2008 rykkede dermed alle de følgende film ét nummer op, så Kejserens nye flip (2000), der tidligere var nr. 39 blev nr. 40, Atlantis - det forsvundne rige blev til nr. 41 osv. Denne forskel udmøntede sig i en amerikansk og europæisk liste over Disneys klassikere, hvor filmen Helt Vildt (2006), ulig den amerikanske liste, optræder som nr. 46 på den europæiske liste, hvor Dinosaurerne slet ikke er inkluderet. Da Frost 2 og Raya og den sidste drage udkom i Skandinavien, indgik de, af ukendte årsager, ikke i den nummerede Disney-klassiker rækkefølge, og derfor er Encanto og En forunderlig verden henholdsvis nr 57 og 58 på listen i Skandinavien, hvor de i resten af Europa er nr 59 og 60.

## Disneys Klassikere - Europæisk Liste
| #  | Dansk titel                           | Originaltitel                          | Premiere i USA     | Premiere i Danmark | Ref.          |
| -- | ------------------------------------- | -------------------------------------- | ------------------ | ------------------ | ------------- |
| 1  | Snehvide og de syv dværge             | Snow White and the Seven Dwarfs        | 21. december 1937  | 29. september 1938 | [ 11 ]        |
| 2  | Pinocchio                             | Pinocchio                              | 7. februar 1940    | 25. maj 1950       | [ 12 ] [ 13 ] |
| 3  | Fantasia                              | Fantasia                               | 13. november 1940  | 2. april 1951      | [ 14 ]        |
| 4  | Dumbo                                 | Dumbo                                  | 23. oktober 1941   | 25. juni 1948      | [ 15 ]        |
| 5  | Bambi                                 | Bambi                                  | 13. august 1942    | 3. marts 1947      | [ 16 ]        |
| 6  | Saludos Amigos                        | Saludos Amigos                         | 24. august 1942    | 18. juni 1949      |               |
| 7  | The Three Caballeros                  | The Three Caballeros                   | 3. februar 1945    |                    | [ 17 ]        |
| 8  | Spil for mig!                         | Make Mine Music                        | 20. april 1946     | 2. juni 1952       | [ 18 ]        |
| 9  | Mickey og Bønnestagen                 | Fun and Fancy Free                     | 27. september 1947 | 14. maj 1949       | [ 19 ]        |
| 10 | Melody Time                           | Melody Time                            | 27. mai 1948       | 15. september 1954 | [ 20 ]        |
| 11 | Hr. Tudse og Søvnigdalens Legende     | The Adventures of Ichabod and Mr. Toad | 5. oktober 1949    |                    | [ 21 ]        |
| 12 | Askepot                               | Cinderella                             | 14. februar 1950   | 18. november 1950  | [ 22 ]        |
| 13 | Alice i Eventyrland                   | Alice in Wonderland                    | 28. juli 1951      | 26. december 1951  | [ 23 ]        |
| 14 | Peter Pan                             | Peter Pan                              | 5. februar 1953    | 26. december 1953  | [ 24 ]        |
| 15 | Lady og Vagabonden                    | Lady and the Tramp                     | 16. juni 1955      | 26. december 1955  | [ 25 ]        |
| 16 | Tornerose                             | Sleeping Beauty                        | 29. januar 1959    | 26. december 1959  | [ 26 ]        |
| 17 | 101 Dalmatinere                       | One Hundred and One Dalmatians         | 25. januar 1961    | 26. december 1961  | [ 27 ]        |
| 18 | Sværdet i stenen                      | The Sword in the Stone                 | 25. december 1963  | 26. december 1964  | [ 28 ]        |
| 19 | Junglebogen                           | The Jungle Book                        | 18. oktober 1967   | 26. december 1968  | [ 29 ]        |
| 20 | Aristocats                            | The Aristocats                         | 11. december 1970  | 26. december 1971  | [ 30 ]        |
| 21 | Robin Hood                            | Robin Hood                             | 8. november 1973   | 26. december 1974  | [ 31 ]        |
| 22 | Peter Plys                            | The Many Adventures of Winnie the Pooh | 11. marts 1977     | 13. december 1977  | [ 32 ]        |
| 23 | Bernard og Bianca                     | The Rescuers                           | 22. juni 1977      | 26. december 1978  | [ 33 ]        |
| 24 | Mads og Mikkel                        | The Fox and the Hound                  | 10. juli 1981      | 4. december 1981   | [ 34 ]        |
| 25 | Taran og den magiske gryde            | The Black Cauldron                     | 24. juli 1985      | 22. november 1985  | [ 35 ]        |
| 26 | Mesterdetektiven Basil Mus            | The Great Mouse Detective              | 2. juli 1986       | 5. december 1986   | [ 36 ]        |
| 27 | Oliver & Co.                          | Oliver & Company                       | 18. oktober 1988   | 1. december 1989   | [ 37 ]        |
| 28 | Den lille havfrue                     | The Little Mermaid                     | 17. november 1989  | 16. november 1990  | [ 38 ]        |
| 29 | Bernard og Bianca: SOS fra Australien | The Rescuers Down Under                | 16. november 1990  | 29. november 1991  | [ 39 ]        |
| 30 | Skønheden og udyret                   | Beauty and the Beast                   | 13. november 1991  | 20. november 1992  | [ 40 ] [ 41 ] |
| 31 | Aladdin                               | Aladdin                                | 11. november 1992  | 19. november 1993  | [ 42 ]        |
| 32 | Løvernes konge                        | The Lion King                          | 15. juni 1994      | 18. november 1994  | [ 43 ]        |
| 33 | Pocahontas                            | Pocahontas                             | 16. juni 1995      | 24. november 1995  | [ 44 ]        |
| 34 | Klokkeren fra Notre Dame              | The Hunchback of Notre Dame            | 21. juni 1996      | 15. november 1996  | [ 45 ]        |
| 35 | Herkules                              | Hercules                               | 15. juni 1997      | 14. november 1997  | [ 46 ]        |
| 36 | Mulan                                 | Mulan                                  | 19. juni 1998      | 13. november 1998  | [ 47 ]        |
| 37 | Tarzan                                | Tarzan                                 | 18. juni 1999      | 12. november 1999  | [ 48 ]        |
| 38 | Fantasia 2000                         | Fantasia 2000                          | 17. december 1999  | 6. oktober 2000    | [ 49 ]        |
| 39 | Kejserens nye flip                    | The Emperor's New Groove               | 15. december 2000  | 9. februar 2001    | [ 50 ]        |
| 40 | Atlantis - Det forsvundne rige        | Atlantis: The Lost Empire              | 15. juni 2001      | 9. november 2001   | [ 51 ]        |
| 41 | Lilo og Stitch                        | Lilo & Stitch                          | 21. juni 2002      | 6. september 2002  | [ 52 ]        |
| 42 | Skatteplaneten                        | Treasure Planet                        | 27. november 2002  | 29. november 2002  | [ 53 ]        |
| 43 | Bjørne Brødre                         | Brother Bear                           | 1. november 2003   | 6. februar 2004    | [ 54 ]        |
| 44 | De Frygtløse: The Muuhvie             | Home on the Range                      | 2. april 2004      | 1. oktober 2004    | [ 54 ]        |
| 45 | Lille kylling                         | Chicken Little                         | 4. november 2005   | 10. februar 2006   | [ 55 ]        |
| 46 | Helt vildt                            | The Wild                               | 14. april 2006     | 3. november 2006   | [ 56 ]        |
| 47 | Min skøre familie Robinson            | Meet the Robinsons                     | 23. marts 2007     | 10. august 2007    | [ 57 ]        |
| 48 | Bolt                                  | Bolt                                   | 26. november 2008  | 6. februar 2009    | [ 58 ]        |
| 49 | Prinsessen og frøen                   | The Princess and the Frog              | 25. december 2009  | 11. februar 2010   | [ 59 ]        |
| 50 | To på flugt - Et hårrejsende eventyr  | Tangled                                | 24. november 2010  | 3. februar 2011    | [ 60 ]        |
| 51 | Vilde Rolf                            | Wreck-it Ralph                         | 29. oktober 2012   | 7. februar 2013    | [ 61 ]        |
| 52 | Frost                                 | Frozen                                 | 27. november 2013  | 25. december 2013  | [ 62 ]        |
| 53 | Big Hero 6                            | Big Hero 6                             | 7. november 2014   | 29. januar 2015    | [ 62 ]        |
| 54 | Zootropolis                           | Zootopia                               | 4. marts 2016      | 11. februar 2016   | [ 63 ]        |
| 55 | Vaiana                                | Moana                                  | 23. november 2016  | 2. februar 2017    | [ 64 ]        |
| 56 | Vilde Rolf smadrer internettet        | Ralph Breaks the Internet              | 21. november 2018  | 7. februar 2019    | [ 65 ]        |
| 57 | Encanto                               | Encanto                                | 24. november 2021  | 25. november 2021  | [ 66 ]        |
| 58 | En forunderlig verden                 | Strange World                          | 15. november 2022  | 24. november 2022  | [ 66 ]        |
| 59 | Ønsket                                | Wish                                   | 22. november 2023  | 7. december 2023   |               |

## Ekstern henvisning
- Officiel hjemmeside
- DVDisney Arkiveret 27. december 2021 hos  Wayback Machine
- Disney's animerede klassikere Arkiveret 8. december 2021 hos  Wayback Machine
- Pixar's filmografi Arkiveret 8. december 2021 hos  Wayback Machine